# Kenangan (Percut Sei Tuan)
Kenangan is een bestuurslaag in het regentschap Deli Serdang van de provincie Noord-Sumatra, Indonesië. Kenangan telt 22.138 inwoners (volkstelling 2010).